# Палаючий напій

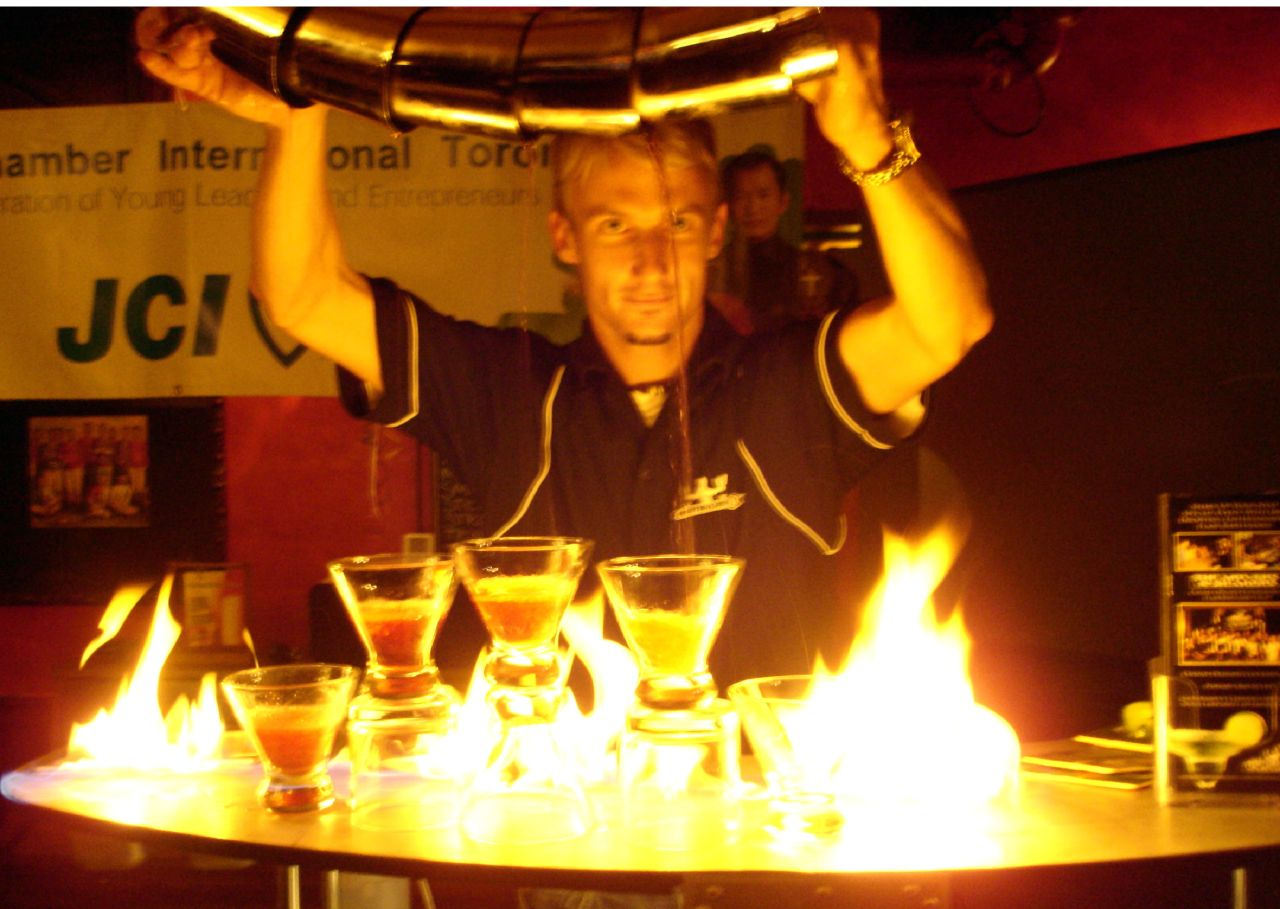
Чоловік наливає п'ять палаючих мартіні одночасно

Палаючий (полум'яний) напій — це коктейль або інший змішаний напій, який містить легкозаймистий міцний алкоголь, який підпалюють перед вживанням. Алкоголь може бути невід'ємною частиною напою, або він може плавати тонким шаром на поверхні напою. Полум'я в основному для драматичного чуття. Однак у поєднанні з певними інгредієнтами смак напою змінюється. Деякі смаки посилюються, і цей процес може надати деяким напоям підсмаженого смаку.

## Історія
Багато традиційних рецептів їжі включають палаючий алкоголь як ключовий процес або інгредієнт. Такий спосіб приготування зазвичай називають фламбуванням. У вікторіанську епоху полум'яні пудинги на пару стали традицією.

## Інтернет-ресурси
- Gulpology.com: A delicious Cocktail Recipes from expert gulpologists